# Daniel Oldrá
Daniel Walter Oldrá (Mendoza, Argentina, 15 de marzo de 1967) es un exfutbolista y entrenador argentino. Actualmente dirige a Instituto. Es considerado como uno de los mejores zagueros centrales de la historia del fútbol local y el máximo ídolo del club Godoy Cruz Antonio Tomba, donde debutó como jugador profesional y como entrenador.

## Trayectoria

### Como jugador
Inició las inferiores en Godoy Cruz Antonio Tomba, club donde debutó profesionalmente en 1987, a los 20 años; un tiempo más tarde, fue transferido a River Plate, donde hizo su debut en «Primera División» el 2 de julio de 1989. En River jugo 11 partidos, 6 de los cuales fue por el campeonato local, 4 por «Copa Libertadores» y una por «Liguilla»; en 1991, fue cedido al Club Blooming de Bolivia, donde jugó una temporada y media; a principios de 1993, Oldrá acordó su llegada a Godoy Cruz, donde meses más tarde, jugaría con el "Tomba" el «Torneo del Interior» —actual «Argentino A»—, en el cual Godoy Cruz sale campeón de este mismo, obteniendo el ascenso al «Nacional B»; a mitad de 1996, el "Gato" Oldrá, sería cedido a Gimnasia y Tiro de Salta, club del cual formó parte del ascenso a «Primera División» en 1997, a mediados de este último, vuelve a Godoy Cruz, donde termina su carrera en el club en 2002.
En su carrera jugó 215 partidos y convirtió 10 goles.

### Como director técnico
Empezó como ayudante de campo de Juan Manuel Llop en 2005, cuando éste fue entrenador de Godoy Cruz, coronándose campeón del «Torneo Apertura de la B Nacional» de ese año, y meses más tarde ganando la temporada 2005/06, obteniendo el ascenso a «Primera A». Un año más tarde, el equipo pierde en la Promoción frente a Huracán, provocando así el descenso a la B Nacional. 
En 2007, Mario Contreras —presidente del "Tomba", en aquel momento—, decide contratar a Oldrá, en reemplazo de Sergio Batista, para dirigir al equipo el resto de la temporada 2007/08 de la «Primera B Nacional». Godoy Cruz, de la mano de Oldrá, vuelve a ascender a Primera División de manera directa. Después del ascenso con el "Tomba", Daniel Oldrá decide dejar la conducción técnica del equipo; quien lo reemplaza más tarde sería Diego Cocca. 
En 2012, el "Gato" volvió a dirigir al "Tomba" como interino en dos ocasiones: desde el 16 de abril hasta el 23 del mismo mes tras la renuncia de Nery Pumpido y desde el 20 de noviembre hasta el 25 sucediendo a Omar Asad.
En octubre de 2014, Oldrá vuelve a dirigir a Godoy Cruz, reemplazando a Carlos Mayor. Si bien desde un principio dirigía interinamente al equipo, en el último tramo del «Torneo de Transición 2014» consiguió buenos resultados, obteniendo 2 victorias de visitante, 2 derrotas y 1 empate, Dos de los partidos más destacados que le tocó dirigir fueron contra Atlético de Rafaela —en su debut—, venciendo a la "Crema" de visitante por 4-3, y en el otro, contra Vélez Sarsfield, con goleada de Godoy Cruz por 4-1 en el Estadio José Amalfitani. Ésta sería la primera victoria del "Tomba", visitando al "Fortín". Al finalizar el 2014, José Mansur —presidente de Godoy Cruz— decide contratar a Daniel Oldrá para dirigir al equipo en la temporada 2015.
El 8 de junio de 2015, Daniel Oldrá presentó su renuncia como director técnico del "Tomba", cerrando su segunda gestión como entrenador profesional del equipo. En el torneo de Primera División de 30 equipos, su último encuentro fue ante Arsenal de Sarandí, dejando un saldo de 17 puntos, producto de 4 victorias, 5 empates y 6 derrotas.
Su sucesor, Gabriel Heinze, solo estuvo tres meses en el cargo y, al renunciar nuevamente Oldrá, tomó las riendas del equipo. En lo que fue su sexta estadía como DT, dirigió desde el 28 de septiembre al 31 de diciembre de 2015.
Oldrá vuelve a dirigir interinamente al equipo profesional de Godoy Cruz, el 1 de marzo de 2019, después de la salida de Marcelo Gómez; dirigió un solo partido.
La octava vez que Oldrá dirigió a Godoy Cruz se dio nuevamente en 2019, cuando tras la renuncia de Javier Patalano, el "Gato" asumió el cargo desde el 25 de noviembre hasta el 31 de diciembre de ese año.
El 11 de abril de 2023 Oldrá vuelve a asumir como director técnico, tras suceder a Diego Flores. En la Copa de la Liga Profesional 2023, llevó a Godoy Cruz a semifinales, fase donde perdió frente a Platense por penales, después de empatar 1 a 1. 

## Clubes

### Como jugador
| Club                    | País      | Año         |
| ----------------------- | --------- | ----------- |
| Godoy Cruz              | Argentina | 1984        |
| Argentino (M)           | Argentina | 1985-1987   |
| Godoy Cruz              | Argentina | 1987-1988   |
| River Plate             | Argentina | 1988-1991   |
| Blooming                | Bolivia   | 1991        |
| Independiente Rivadavia | Argentina | 1992 - 1993 |
| Godoy Cruz              | Argentina | 1993-1996   |
| Gimnasia y Tiro         | Argentina | 1996-1997   |
| Godoy Cruz              | Argentina | 1997-2002   |

### Estadísticas como entrenador
| Equipo               | Div.  | Torneo                 | Estadísticas | Estadísticas | Estadísticas | Estadísticas | Estadísticas | Estadísticas | Estadísticas | Estadísticas |
| Equipo               | Div.  | Torneo                 | PJ           | G            | E            | P            | GF           | GC           | DG           | %            |
| -------------------- | ----- | ---------------------- | ------------ | ------------ | ------------ | ------------ | ------------ | ------------ | ------------ | ------------ |
| Godoy Cruz Argentina | 2ª    | 2007-08                | 26           | 13           | 7            | 6            | 35           | 25           | +10          | 58.97%       |
| Godoy Cruz Argentina | 1ª    | 2008-09                | 12           | 3            | 2            | 7            | 18           | 22           | -4           | 30.56%       |
| Godoy Cruz Argentina | 1ª    | 2009-10                | 1            | 1            | 0            | 0            | 3            | 1            | +2           | 100%         |
| Godoy Cruz Argentina | 1ª    | 2011-12                | 1            | 0            | 1            | 0            | 0            | 0            | 0            | 33.33%       |
| Godoy Cruz Argentina | 1ª    | Copa Libertadores 2012 | 1            | 0            | 0            | 1            | 2            | 4            | -2           | 0%           |
| Godoy Cruz Argentina | 1ª    | 2012-13                | 1            | 0            | 0            | 1            | 0            | 2            | -2           | 0%           |
| Godoy Cruz Argentina | 1ª    | 2014                   | 5            | 2            | 1            | 2            | 9            | 9            | 0            | 46.67%       |
| Godoy Cruz Argentina | 1ª    | 2015                   | 18           | 6            | 5            | 7            | 21           | 23           | -2           | 42.59%       |
| Godoy Cruz Argentina | 1ª    | Copa Argentina 2014-15 | 1            | 0            | 0            | 1            | 0            | 1            | -1           | 0%           |
| Godoy Cruz Argentina | 1ª    | 2018-19                | 1            | 0            | 1            | 0            | 0            | 0            | 0            | 33.33%       |
| Godoy Cruz Argentina | 1ª    | 2019-20                | 9            | 2            | 0            | 7            | 11           | 23           | -12          | 22.22%       |
| Godoy Cruz Argentina | 1ª    | Copa Argentina 2019-20 | 1            | 1            | 0            | 0            | 3            | 1            | +2           | 100%         |
| Godoy Cruz Argentina | 1ª    | Copa Maradona 2020     | 2            | 1            | 0            | 1            | 3            | 3            | 0            | 50%          |
| Godoy Cruz Argentina | 1ª    | 2023                   | 17           | 7            | 7            | 3            | 29           | 21           | +8           | 54.9%        |
| Godoy Cruz Argentina | 1ª    | Copa Argentina 2023    | 2            | 1            | 1            | 0            | 3            | 1            | +2           | 66.67%       |
| Godoy Cruz Argentina | 1ª    | Copa de la LPF 2023    | 16           | 5            | 9            | 2            | 15           | 10           | +5           | 50%          |
| Godoy Cruz Argentina | 1ª    | Copa de la LPF 2024    | 15           | 9            | 2            | 4            | 17           | 8            | +9           | 64.44%       |
| Godoy Cruz Argentina | 1ª    | Copa Libertadores 2024 | 2            | 0            | 1            | 1            | 0            | 1            | -1           | 16.67%       |
| Godoy Cruz Argentina | 1ª    | Copa Argentina 2024    | 3            | 1            | 1            | 1            | 4            | 3            | +1           | 44.44%       |
| Godoy Cruz Argentina | 1ª    | 2024                   | 23           | 6            | 10           | 7            | 23           | 25           | -2           | 40.58%       |
| Godoy Cruz Argentina | Total | Total                  | 157          | 58           | 48           | 51           | 196          | 183          | +13          | 47.13%       |
| Instituto Argentina  | 1ª    |                        |              |              |              |              |              |              |              |              |
| Instituto Argentina  | 1ª    | Apertura 2025          | 3            | 1            | 1            | 1            | 4            | 5            | -1           | 44.44%       |
| Instituto Argentina  | 1ª    | Copa Argentina 2024    | 1            | 0            | 1            | 0            | 0            | 0            | 0            | 33.33%       |
| Instituto Argentina  | 1ª    | Clausura 2025          | 5            | 1            | 2            | 2            | 2            | 9            | -7           | 33.33%       |
| Instituto Argentina  | Total | Total                  | 9            | 2            | 4            | 3            | 6            | 14           | -8           | 37.04%       |
| Total                | Total | Total                  | 166          | 60           | 52           | 54           | 202          | 197          | +5           | 46.59%       |

Actualizado el 15 de agosto de 2025. 

## Palmarés

### Como jugador

#### Torneos nacionales
| Título                   | Club                    | País      | Año       |
| ------------------------ | ----------------------- | --------- | --------- |
| Primera División         | River Plate             | Argentina | 1989/90   |
| Liga Mendocina de Fútbol | Independiente Rivadavia | Argentina | 1992/1993 |
| Torneo del Interior      | Godoy Cruz              | Argentina | 1993/94   |

#### Otros logros
| Logro                      | Club            | País      | Año     |
| -------------------------- | --------------- | --------- | ------- |
| Ascenso a Primera División | Gimnasia y Tiro | Argentina | 1996/97 |

### Como técnico

#### Otros logros
| Logro                      | Club       | País      | Año     |
| -------------------------- | ---------- | --------- | ------- |
| Ascenso a Primera División | Godoy Cruz | Argentina | 2007/08 |

## Reconocimientos
- Fue distinguido por la Cámara de Diputados de la Provincia de Mendoza por su trayectoria deportiva.[8]
- Los «Premios Raices» de 2024 distinguieron a Oldrá por su labor deportiva en el fútbol de Mendoza.[9]